# NGC 2703
NGC 2703 est paire d'étoiles située dans la constellation de l'Hydre. L'astronome allemand Wilhelm Tempel a enregistré la position de cette paire d'étoiles en 1876.